# 太平指镖水蚤
太平指镖水蚤（学名：Acanthodiaptomus pacificus）为镖水蚤科指镖水蚤属的动物。分布于日本、俄罗斯以及中国大陆的黑龙江等地，属于冷水性种类。其多生活于湖泊和池塘中。